# Скарбкова
Скарбкова (пол. Skarbkowa) — село в Польщі, у гміні Садковиці Равського повіту Лодзинського воєводства.
Населення — 204 особи (2011).
У 1975-1998 роках село належало до Скерневицького воєводства.

## Демографія
Демографічна структура станом на 31 березня 2011 року:
|          | Загалом | Допрацездатний вік | Працездатний вік | Постпрацездатний вік |
| -------- | ------- | ------------------ | ---------------- | -------------------- |
| Чоловіки | 102     | 21                 | 66               | 15                   |
| Жінки    | 102     | 22                 | 56               | 24                   |
| Разом    | 204     | 43                 | 122              | 39                   |